# Wapen van Goudswaard

Wapen van Goudswaard

Het wapen van Goudswaard werd op 24 juli 1816 door de Hoge Raad van Adel aan de gemeente Goudswaard (toen nog Korendijk geheten) in gebruik bevestigd. Op 1 januari 1984 werd Goudswaard onderdeel van de nieuwe gemeente Korendijk. Het wapen van Goudswaard is daardoor komen te vervallen. De kroon van het wapen is overgenomen als onderdeel van het wapen van Korendijk. Op 1 januari 2019 is Korendijk opgegaan in de nieuwe gemeente Hoeksche Waard.

## Blazoenering
De blazoenering van het wapen luidde als volgt:
Van lazuur beladen met een pal van zilver.
De heraldische kleuren zijn lazuur (blauw) en zilver (wit). Op het wapen is een markiezenkroon geplaatst.

## Geschiedenis
De herkomst van het wapen is onbekend. Het wapen werd in de achttiende eeuw reeds als heerlijkheidswapen gevoerd. Men vermoedt dat de zilveren paal het haringvliet symboliseert.

## Verwant wapen

Het wapen van Korendijk, met de kroon van het wapen van Goudswaard